# Andrej Tverjankin
Andrej Vladimirovič Tverjankin (in russo Андрей Владимирович Тверянкин?; Noril'sk, 6 marzo 1967) è un ex giocatore di calcio a 5 russo naturalizzato azero.

## Carriera
Tverjankin giocò a pallavolo fino a 25 anni, arrivando a disputare la seconda serie nazionale con alcune squadre di Krasnojarsk e di Noril'sk. Con la fondazione del Noril'skij Nikel', Tverjankin iniziò a praticare il calcio a 5 a livello agonistico, figurando tra i protagonisti della graduale scalata della squadra siberiana nel campionato russo culminata con la vittoria della Vysšaja Liga 2001-02. Sul finire della sua lunga carriera, il portiere visse una seconda giovinezza in Azerbaigian. Avendo giocato a livello internazionale solamente con la nazionale russa di beach soccer, Tverjankin poté debuttare nella selezione azera di calcio a 5 con cui prese parte a due campionati europei. Nonostante l'età avanzata, il portiere siberiano fu determinante nella qualificazione degli azeri alle semifinali dell'edizione 2010. Nell'edizione seguente Tverjankin stabilì un nuovo record di longevità, scendendo in campo a 44 anni e 334 giorni. Tverjankin è tuttora il calcettista più anziano ad aver giocato nel torneo.

## Palmarès
- Campionato russo: 1
Noril'skij Nikel': 2001-02
- Campionato azero: 2
Araz Naxçıvan: 2009-10, 2010-11